# ضبعيات الأسنان
ضبعيات الأسنان (الاسم العلمي: Hyaenodonta)، وهي رتبة منقرضة من الثدييات المشيمية آكلة اللحوم المفرطة من عموم آكلات اللحوم تحت رتبة الأوابد الكبرى. ضبعيات الأسنان من الحيوانات المفترسة التي نشأت خلال أوائل العصر الباليوسيني في أوروبا واستمرت حتى أواخر العصر الميوسيني.